# 国书

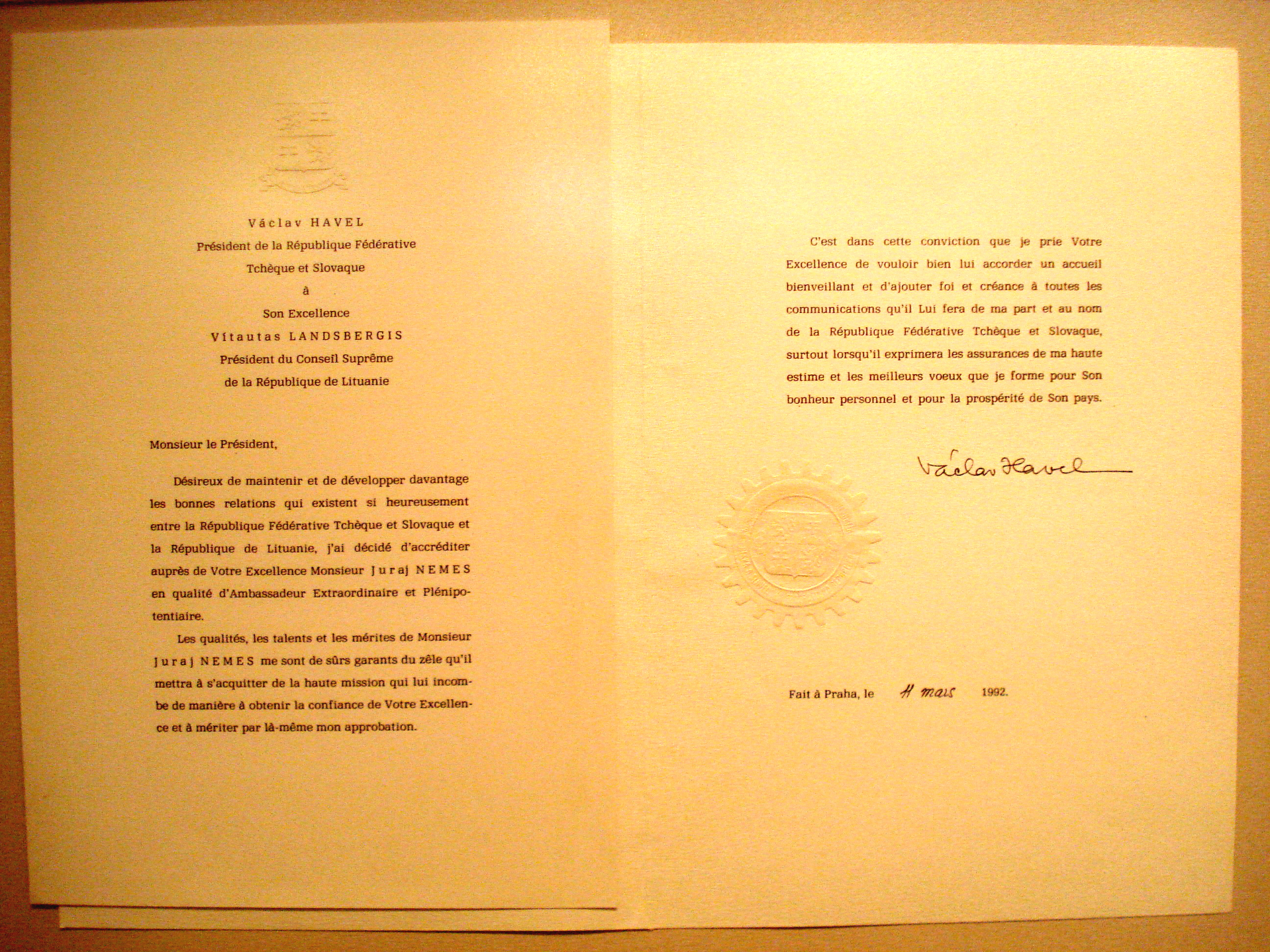
捷克斯洛伐克駐立陶宛大使的國書(1992年)，以傳統法文撰寫並由時任總統瓦茨拉夫·哈維爾簽署。

国书是当一国向别国派遣大使、公使时，由派遣国国家元首致接受国（地主国）国家元首的正式文件，即派遣国国家元首给接受國国家元首的大使、公使介绍信或委任状。中文当中，把派遣国召回大使、公使时，派遣国国家元首致接受国国家元首的信件也称为国书。代办使用的相同性质的文件一般称为介绍书。
國書傳統上會採用法語，即一般外交的通用語來撰寫，但也有可能使用派遣國的官方語言來撰寫。

## 国书的签发及内容
大使级及公使级外交代表的国书一般由国家元首签发，外交部长副署；代办级外交代表的介绍书，由外交部长签发。以英国君主为国家元首的英联邦国家，国书由英国君主签发，派遣国政府首脑（閣揆）副署。国书的抬头一般写国家元首的称呼及姓名。2004年12月29日，加拿大政府宣布，自2005年1月1日起，加拿大派驻他国的使节所持国书由加拿大总督签发，而外国使节呈递加拿大的国书的抬头亦改为总督阁下。
国书为一式两份。正本加封，副本不封口。各国的国书有各自较统一的格式，国与国之间的国书则格式有所不同。尽管格式有所差异，但各国国书记载事项均类似，包括：外交代表的任命及其等级，该使节代表本国元首或政府的言行，请驻在国国家元首予以信任等。以中華人民共和國為例，其国书包括召回国书和派遣国书，由新任使节递交；格式如下：
| |
| 中华人民共和国主席×××致书 ××××国总统×××（姓名全称）阁下 |
| 阁下： |
| 为巩固和发展中华人民共和国和××××国之间的友好合作关系，我任命×××女士/先生为中华人民共和国驻××××国特命全权大使。 我相信×××女士/先生将尽力完成他所担负的使命，请你惠予接待，并对她/他代表中华人民共和国政府所进行的工作给予信任和帮助。 ×××女士/先生业已完成其驻×××国特命全权大使的使命，现予召回。我愿借此机会对她/他任职期间所受到的接待和帮助表示感谢。 |
| 中华人民共和国主席（签字） 中华人民共和国外交部长（签字）（副署） ××××年××月××日于北京 国字第×××号 |

## 呈递国书

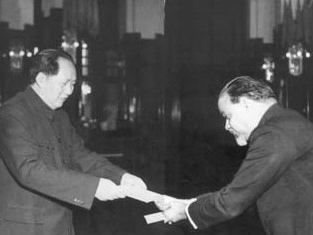
1950年5月20日，印度驻华大使潘尼迦向中華人民共和国中央人民政府主席毛泽东呈递国书。

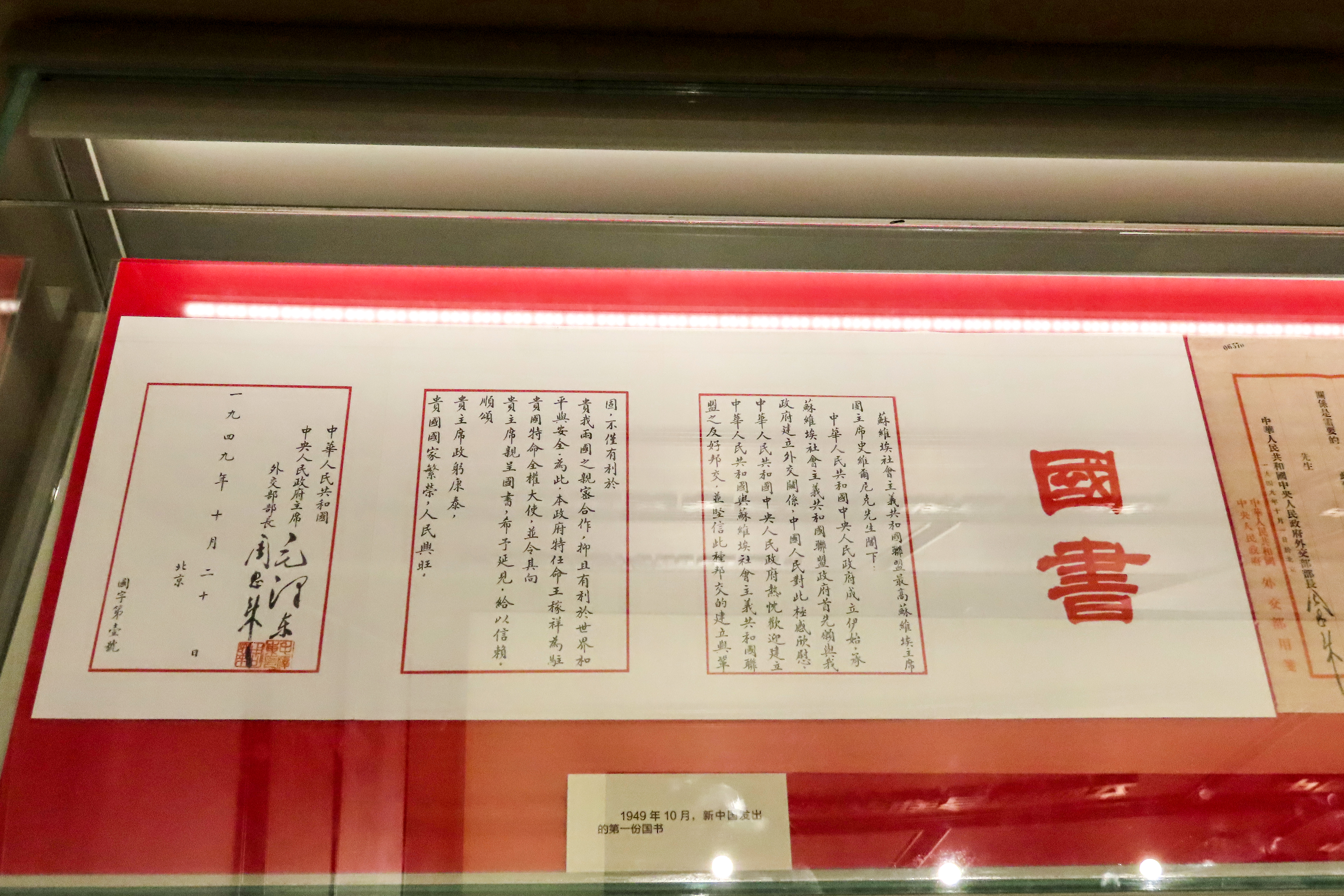
1949年中華人民共和国向苏联呈递的国书

### 呈递国书的意义
外交代表到达驻在国首都的第一件事就是呈递国书。在呈递国书之前，外交代表除了不能进行任何外交步骤、讲演、会谈及谈判等之外，礼节上拜会驻在国的高级官员及外交使团成员也是不可以的。呈递和接受国书的法律意义在于：
- 国书接受国承认呈递国书者为驻本国外交代表，承认其所享有的各种外交权利、义务和豁免；
- 确定外交代表派遣国及驻在国之间的权利及义务；
- 确定外交代表正式就任日期，并根据国书呈递日期确定外交团中同级外交官之间的位次[註 2]。

因为由呈递国书先后次序来决定优先位次，所以各国外交代表都会尽快与驻在国协商呈递事宜。法国路易十四时代，有一次意大利和普鲁士两国公使同时到巴黎上任，就谁先向法国国王呈递国书的问题发生争执，法国宫廷的意见为，两国公使同一天觐见国王，先到凡尔赛宫者先呈递。于是普鲁士公使半夜就到凡尔赛宫等候天明立即呈递国书。意大利公使到达凡尔赛宫时见普鲁士公使正在假寝，就从侧门进入。普鲁士公使随即赶紧跟进。等普鲁士公使到达路易十四的寝宫时，意大利公使已经读完了颂词，正准备向国王呈递国书，普鲁士公使见状不妙，急忙将国书呈放在法国国王的御床上。
通常外交代表抵达驻在国首都后，即可将国书副本及颂词副本递交给驻在国外交部，表明其已抵达驻在国首都。同时与外交部的相关部门（如礼宾司、交际司）协商呈递国书正本事宜及安排。通常认为，外交代表驻在国尽快安排国书呈递事宜是重视两国关系的表现，如无特殊原因迟迟不安排国书呈递，外交代表则会被认为受到冷遇，两国关系冷淡。特殊原因一般为，国家元首不在首都或休假；部分穆斯林国家的斋月等。也有国家习惯一次集中接受几位大使的国书。
1923年，直系军阀曹锟将中华民国大总统黎元洪赶下台，总统职权由摄政内阁代行。此时，日本新派驻中国的公使芳泽谦吉抵达北京，他认为日本天皇写给中华民国总统的国书不应呈递给摄政内阁，就以中国现今没有总统，无法递交国书为由，没有按惯例安排礼节性拜访外交部，协商呈递国书事宜。随即就以日本驻华公使身份拜会各国驻华公使及一些内阁总长。时任外交总长的顾维钧表示，芳泽谦吉未拜访外交部，外交部不知他来华身份，亦不承认其具有任何身份，不与其交往。只有当他向外交总长递交国书副本后，外交总长才与其打交道。后来，芳泽谦吉不得不照办。
根据1961年《维也纳外交关系公约》第十三条的规定，外交代表呈递国书确定正式就任日期，有两种方式：一是向驻在国国家元首正式呈递国书时算起；二是向驻在国外交部递交国书正式副本时算起。采取哪一种方式，由驻在国自定，但必须一致对待。一些国家规定，大使向外交部递交国书副本后，即可以开始其外交工作，但到任日期仍以向驻在国国家元首呈递国书正本之日算起。

### 呈递国书的方式及礼仪
国书正本必须由大使、公使亲自向驻在国元首呈递。在以英国君主（国王或女王）为元首英联邦国家中，国书由大使亲自呈递给驻在国总督，再由总督转呈给英国君主。由于安道尔公国国家元首为两位，一位为西班牙乌赫尔主教，一位为法国总统（之前先后为弗阿伯爵、法国君主），所以使节到达安道尔履任的时候，必须分别前往西班牙乌赫尔市的主教座堂及法国巴黎呈递国书。而呈递安道尔的国书，抬头则为“安道尔两大公阁下”。
一般情况下，国书只在使节到任时呈递一次即可，但下列情况则需重新递交国书：
- 外交代表或外交代表机构等级发生变化。如公使升为大使，公使馆升为大使馆。
- 派遣国国家制度发生根本变化。如由君主制变为共和制。
- 驻在国国家制度发生根本变化。
- 任命该使节的君主死亡或退位。
- 驻在国的君主死亡或退位。

以上需要重新呈递国书的情况多与国家元首为君主有关。共和制国家元首发生变更是否需要重新呈递国书，则有不同看法。生于德国的英籍国际法学者奥本海认为，共和制国家元首有派遣和接受使节的权力，因此其死亡、辞职、下台及任期届满卸任，其派遣及接受使节的权力也随之终止，所以除了像瑞士联邦这样以瑞士联邦委员会构成的集体元首的国家，都应该呈递新的国书；而英国人萨道义的观点相反，认为共和制国家元首变更不影响外交使节的使命，无需重新呈递国书。1928年美洲国家签订的《s:哈瓦那外交官公约》中的相关规定，既与后一种观点一致。中华人民共和国主席（国家主席时为国家元首）被废除时，不要求别国使节重新呈递国书。
大使递交国书的礼仪规定较严格，一般有成文的规定，同时也较隆重。呈递国书时，使馆全体外交官要随同大使前往，但使节夫人一般不出席仪式。通常的程序为：
1. 驻在国礼宾司司长和元首侍从武官以国家元首派遣的名义，乘悬挂驻在国国旗或两国国旗的礼车前往大使馆迎接大使。在英国、荷兰、西班牙及日本等以君主为国家元首的国家，礼车为皇家高级马车。
2. 大使乘礼车抵达元首府邸、宫殿或其举行仪式的场所[註 3]时，武装士兵或仪仗队应向大使致敬。有时也会奏国歌，检阅仪仗队。通常是外交使节抵达时奏使节派遣国国歌，离开时奏驻在国国歌。
3. 大使正式向驻在国国家元首呈递国书。在很多国家，外交代表同时要致颂词，国家元首要致答词。通常在此之前，颂词原文会随国书副本一同递交给驻在国外交部长。颂词的内容一般为大使转达本国元首的问候，向驻在国人民及政府致意，恰如其分的评价和赞扬两国关系及驻在国在国际舞台上的作用，表达使节本人愿为两国关系做出努力的意愿等。过去，大使呈递国书要口头致颂词。现在由于外交礼仪的日趋简化，一些国家在呈递国书的时候，以互换讲话稿代替口头致颂词。
4. 大使应邀进入客厅会谈。内容纯属礼仪性的，一般是共叙两国友好关系，互致问候，谈些天气等无关紧要的话题。此时谈及任何实质性特别是不愉快的问题，均属失礼。

有些国家在仪式结束后还设小型酒会欢迎使节及参礼人员。

## 特殊身份
有些国家接受国书的不一定是最高领导人，而是代表国家负责礼仪事务的虚位元首。
2010年3月8日中华人民共和国驻朝鲜民主主义人民共和国大使刘洪才上任时，负责接受国书的是最高人民会议常任委员会委员长金永南，不是作为朝鲜最高领导人的朝鲜劳动党总书记和朝鲜国防委员会第一委员长金正日。中华人民共和国在1975年至1982年期间没有设立国家主席，也是由全国人民代表大会常务委员会委员长代表全国人大常委会行使国家元首职权接受国书，不是作为实际最高领导人的中国共产党中央委员会主席。

### 引用
1. ↑  . Ministry of Foreign Affairs, Republic of Poland. 8 May 2014  [2020-09-11]. （原始内容存档于2018-04-19）. Letters of Credence (translated from French) of Jan Kułakowski, 26 February 1990 (AMFA).
2. ↑  Ahren, Raphael. . The Times of Israel. October 17, 2012  [2020-09-11]. （原始内容存档于2020-09-10）.
3. ↑  . National Palace Museum.   [2020-09-11]. （原始内容存档于2016-04-02）.
4. ↑  . 上海市人民政府外事办公室. 2013-07-08. （原始内容存档于2020-12-05）.
5. ↑  李家发，《外交外事知识及国际交往礼仪》，广西师范大学出版社，2008年3月第一版，第177页。
6. ↑  中国社会科学院近代史研究所编，《顾维钧回忆录》（1），中华书局1983年版，第323-326页。
7. ↑  .   [2015-01-20]. （原始内容存档于2015-01-20）.